# Boissy-sur-Damville
Pour les articles homonymes, voir Boissy.
Ancienne commune de l'Eure, Boissy-sur-Damville a fusionné en 1972 avec Créton et Morainville-sur-Damville pour former la nouvelle commune de Buis-sur-Damville.

## Histoire
Boissy-sur-Damville est attestée sous la forme latinisée busseium à cause des cultures de buis. Il y est question très tôt d'une église dédiée à saint Martin (une des plus anciennes de la contrée), donnée à l'abbaye de Tiron, près de Chartres, par le duc de Normandie alors roi d'Angleterre (1109).
La paroisse était divisée en plusieurs fiefs (La Bretonnie, La Cunelle, La Rachée, Saugueuse et Le Tilleul) qui appartenaient aux seigneurs des environs; Tranchevilliers, Hellenvilliers et surtout Les Minières qui étendaient leur domination jusqu'à Corneuil et Coulonges. 
En 1867, Boissy comptait 307 habitants, une école mixte de 37 enfants, aucun débit de boissons, 2000 arbres à cidre et une tuilerie.